# After School Satan
After School Satan és un projecte de programa extraescolar del Temple satànic, una organització religiosa activista política nord-americana amb seu a Salem, Massachusetts i patrocinada per Reason Alliance LTD, una organització sense ànim de lucre 501 (c) 3. Es va crear com una alternativa als grups postescolars basats en cristianisme, com el Good News Club.
El Temple Satànic no adora ni creu en un Satanàs literal, ni en res sobrenatural, sinó que utilitza Satanàs com a símbol de la llibertat en les regles religoses del "camí de la mà dreta".
Hi ha clubs After School Satan a diverses ciutats dels Estats Units, incloses Atlanta, Los Angeles, Salt Lake City, Pensacola, Washington, DC, Tucson, Springfield, Seattle i Portland.

## Història
La decisió del Tribunal Suprem Good News Club v. Milford Central School va afirmar que, quan un govern opera un "fòrum públic limitat", pot no discriminar el discurs que es fa dins d'aquest fòrum sobre la base del punt de vista que expressa. El "fòrum públic limitat" del cas es referia a programes extraescolars, per als quals les escoles proporcionaven espai, però no eren dirigides per l'escola.
After School Satan va ser creat per The Satanic Temple el juliol del 2016 per garantir que es mantingués la representació igualitària de totes les religions a les escoles públiques i es respectés la llibertat i la pluralitat religiosa. Des que el 2001 el Tribunal Suprem dels Estats Units va dictaminar que els grups religiosos tenien permís per establir clubs per fer proselitisme després de les hores utilitzant les aules de les escoles públiques, el Good News Club, amb seu a cristians, ha creat milers d'aquests clubs. Com a resposta, The Satanic Temple va iniciar una campanya per establir els seus propis clubs als Estats Units. Segons un organitzador, Lilith Starr, "sempre que la religió entra a l'esfera pública, com el Good News Club a les escoles públiques, prenem mesures per garantir que hi hagi representada més d'una veu religiosa, i aquesta és la nostra intenció amb el club satèl·lit After School Satan".
Chalice Blythe, exdirector nacional de The Satanic Temple's After School Satan Club, explicà que "El currículum del club After School Satan només és oferir-se als districtes escolars on els capítols locals del Temple Satànic podien gestionar-se i mantenir-se".
Els clubs segueixen un pla d'estudis estàndard i s'esforcen per proporcionar als estudiants les habilitats de pensament crític necessàries per poder prendre decisions importants per a la seva vida. Destaquen una visió del món científica i racionalista, no supersticiosa, i s'oposen a l'adoctrinament en sistemes de creences alienes.

Segons el cofundador de The Satanic Temple i After School Satan i portaveu, Lucien Greaves: 
| « | És fonamental que els nens entenguin que hi ha múltiples perspectives sobre totes les qüestions i que poden triar com pensen ... "Satanàs" és només una "construcció metafòrica" destinada a representar el rebuig de totes les formes de tirania sobre l'ésser humà. ment. | » |

I Lucien Greaves afegí també que: 
| « | "Només ho fem perquè els Good News Clubs n'han creat una necessitat. Si els Good News Clubs funcionessin a les esglésies més que a les escoles públiques, aquesta necessitat desapareixeria. Però el nostre punt és que si deixeu una religió a les escoles públiques, ha de deixar que altres, en cas contrari, és un establiment de religió". | » |

Un club amb "molta assistència" a Seattle va haver de posar en pausa les seves activitats durant el curs escolar 2017-2018 per manca de fons o voluntaris.

## Activitats
Els After School Satan Clubs "incorporen jocs, projectes i exercicis de pensament que ajuden els nens a entendre com sabem el que sabem del nostre món i del nostre univers". El portaveu del Temple Satànic, Finn Rezz, digué que el club "se centrarà en la ciència i el pensament racional", promovent la "benevolència i l'empatia per a tothom", alhora que proporcionarà una veu alternativa al "Good News Club" centrat en la Bíblia. After School Satan Clubs no ensenyen als nens a creure en éssers sobrenaturals anomenats Satanàs ni a realitzar rituals satànics.

## Recepció
Un grup de pastors cristians i altres líders religiosos es van reunir a Tacoma, Washington, per discutir la proposta que el programa After School Satan es permetria en una escola local. Un pastor va remarcar: "Volem tallar-ho i derrotar-lo abans que tingui l'oportunitat d'arrelar". Un altre pastor va comentar: "Som els contribuents aquí i hem de posar-nos dempeus i fer-los saber que no són benvinguts, que aquí no paguen impostos".